# Droga wojewódzka 919
Die Droga wojewódzka 919 (DW 919) ist eine 36 Kilometer lange Droga wojewódzka (Woiwodschaftsstraße) in der polnischen Woiwodschaft Schlesien, die Racibórz mit Sośnicowice verbindet. Die Strecke liegt im Powiat Raciborski und im Powiat Gliwicki.

## Streckenverlauf
Woiwodschaft Schlesien, Powiat Raciborski
-  Racibórz (Ratibor) (DK 45, DW 416, DW 417, DW 915, DW 916, DW 917, DW 923, DW 935)
- Babice (Babitz)
-  Nędza (Nendza) (DW 421, DW 922)
- Szymocice (Schymotschütz)
- Jankowice (Jankowitz Rauden)
-  Rudy (Groß Rauden) (DW 425, DW 920, DW 921)

Woiwodschaft Schlesien, Powiat Gliwicki
- Bargłówka (Barglowka)
- Trachy (Althammer)
-  Sośnicowice (Kieferstädtel) (DW 408)